# Liste der Bodendenkmale in Göttingen
In der Liste der Bodendenkmale in Göttingen sind die Bodendenkmale der niedersächsischen Gemeinde Göttingen aufgeführt. Die Quelle ist der Denkmalatlas Niedersachsen.
- Bitte beachten Sie, dass diese Liste keinen Anspruch auf Vollständigkeit erhebt.
- Die Angaben ersetzen nicht die rechtsverbindliche Auskunft der zuständigen Denkmalschutzbehörde.
- Es sind nur Daten aus dem Denkmalatlas verarbeitet.
- Der Stand der Liste ist der 13. März 2025.

Göttingen im Landkreis Göttingen

## Allgemein
In den Spalten finden sich folgende Informationen des Bodendenkmales:
| Lage         | geographische Koordinaten                                                           |
| Bezeichnung  | Bezeichnung lt. Denkmalatlas                                                        |
| Beschreibung | Beschreibung lt. Denkmalatlas                                                       |
| ID           | Objekt-ID                                                                           |
| Bild         | Bild, ggf. zusätzlich mit Link zu weiteren Fotos im Medienarchiv Wikimedia Commons. |

## Deppoldshausen
| Lage                       | Bezeichnung                | Beschreibung | ID       | Bild |
| -------------------------- | -------------------------- | --- | -------- | ---- |
| 51° 34′ 44″ N, 9° 59′ 3″ O | Deppoldshausen 2, Landwehr | Rest einer Landwehr mit breitem Graben und beidseitigem Auswurf, in ungefährer O-W-Ausrichtung. Ca. 40 m lang, Gesamtbr. 14,3 m, Höhenunterschiede bis 1,50 m. Guter Erhaltungszustand. Im Westen allmählich gegen den Hang auslaufend. Im Osten durch einen Waldweg abgeschnitten. In der Form erinnert dieser Landwehrabschnitt stark an die Wegesperre bei der Rießwarte. Durch das nicht (mehr) Vorhandensein weiterer Spuren nach O konnte die genaue Funktion innerhalb der Landwehr aber nicht ermittelt werden. Teil des Landwehrsystems der Stadt Göttingen, vermutlich gehörig zur 3. Landwehrlinie. - Teilstück ID: 38016017 | 28981700 | BW   |

## Geismar
| Lage                        | Bezeichnung          | Beschreibung | ID       | Bild |
| --------------------------- | -------------------- | --- | -------- | ---- |
| 51° 31′ 13″ N, 9° 58′ 48″ O | Geismar 16, Landwehr | Teilstück der 2. Landwehrlinie der Göttinger Landwehr. Kurz nach 1400 erbaut. Landwehr mit Doppelwall und innerem Graben. Der östlich gelegene Wall ist schwach ausgeprägt. In ungefährer NW-SO Ausrichtung verlaufend. L. 550 m, Gesamtbr. i.M. 10 m, Höhenunterschied von Grabensohle bis Wallkrone max. 0,80 m. Gleicht sich im SO-Bereich dem Gelände an. Überwiegend gut erhalten. Stellenweise durch Waldwege unterbrochen. Wird im NW-Bereich durch einen Steinbruch am Hang eines Tales abgeschnitten. Im SO-Bereich in Hanglage auslaufend. - Teilstück ID: 38022229 | 28981706 | BW   |

### Geismar 8
- ID:28981708
- Drei deutlich gewölbte und zwei niedrigere, z. T. verschmolzene Erdhügel unterschiedlicher Dm. und H. In ihrer Grundform noch gut erhalten, z. T. wohl wiederaufgeschüttete Hügel. Im Jahr 1947 fand eine Lehrgrabung des Seminars für Ur- und Frühgeschichte der Universität Göttingen unter der Leitung von Dr. Pescheck statt. Hierbei wurde der südlichste Hügel untersucht. Der Hügel bestand aus einer Erdaufschüttung ohne Steinsetzung oder -packung.

| Lage                       | Bezeichnung | Beschreibung | ID       | Bild |
| -------------------------- | ----------- | --- | -------- | ---- |
| 51° 30′ 36″ N, 9° 59′ 5″ O | Geismar 8   | Durchmesser ca. 16 m und Höhe ca. 1 m. Rund, stark gewölbt mit flachem Gipfel, Randbereiche abgesetzt. 0,5 m tiefe Gipfelmulde mit den Maßen 1 × 1,5 m stört den Hügel.                                                                                        | 28981699 | BW   |
| 51° 30′ 37″ N, 9° 59′ 5″ O | Geismar 9   | Durchmesser ca. 14,5 m und Höhe ca. 0,7 m. Deutlich, aber flach gewölbt mit gewölbtem Gipfel. Fast rund. Randbereiche sanft auslaufend. Im W-Bereich verläuft am Hügelfuß eine seichte Mulde. An mehreren Stellen flache Einkuhlungen.                         | 28981702 | BW   |
| 51° 30′ 36″ N, 9° 59′ 6″ O | Geismar 10  | Durchmesser ca. 18,5 m und Höhe ca. 1,5 m. Hoch gewölbt. Fast rund. Randbereiche deutlich abgesetzt. Stark gestört im Gipfelbereich. 1,5 m tiefer (Grabungs-?)Schnitt verläuft in O-W Richtung.                                                                | 28981701 | BW   |
| 51° 30′ 36″ N, 9° 59′ 6″ O | Geismar 11  | Durchmesser ca. 13,5 m und Höhe ca. 0,8 m. Unklare Grundform durch Verschmelzung mit dem größeren Hügel Nr. 10; jedoch deutlich gewölbt. Randbereiche nach Osten flach auslaufend. Hügel im Süden außerdem an Hügel Nr. 12 angrenzend. Keine Störung sichtbar. | 28981704 | BW   |
| 51° 30′ 35″ N, 9° 59′ 5″ O | Geismar 12  | Durchmesser ca. 13 m und Höhe ca. 0,7 m. Fast rund bis oval mit flachem Gipfel und unregelmäßig leichter Wölbung, Randbereiche unregelmäßig flach auslaufend. Augenscheinlich gestört durch Gipfelmulde. Bodenauffüllung im südlichen Bereich.                 | 28981705 | BW   |

## Göttingen
| Lage                        | Bezeichnung                  | Beschreibung | ID       | Bild           |
| --------------------------- | ---------------------------- | --- | -------- | -------------- |
| 51° 33′ 1″ N, 9° 54′ 43″ O  | Göttingen 46, Burg Grone     | Königspfalz. Das Burggelände misst ca. 120 × 300 m und wurde mit Mauer und äußerem Graben umgeben im südlichen und westlichen Bereich (Vorburg). Jetzt sind hier, ebenso wie im nördlichen Bereich, im Gelände noch schwache Einsenkungen erkennbar. Die Hauptburg setzt sich durch ihre Topographie besonders deutlich ab. Um die Stelle der Hauptburg kenntlich zu machen, wurde sie bewaldet. An der Ostseite ein Monolith, auf dem sich ursprünglich ein Erläuterungsschild zur Burg befunden haben muss. Südöstlich der Vorburg zerklüftetes Gelände. Westlich der Burg wurde im Vorgelände ein Ringgraben mit Keller (Spiker) ausgegraben, ein möglicher Rest der Siedlung Burggrone. Heute sind von der Königspfalz nur noch schwache Spuren sichtbar. Teilweise ist das Gelände überbaut. | 28981698 | Weitere Bilder |
| 51° 33′ 41″ N, 10° 1′ 9″ O  | Göttingen 51, Landwehr       | Mit einem Wall und hangabwärts vorgelagerten flachen Graben, teilweise aber bestehend aus zwei Wällen mit tiefem mittleren Graben. Diese Erscheinungsform scheint reliefbedingt zu sein - an flacheren Stellen ist die Landwehr stärker ausgeprägt als in steilerer Hanglage. Direkt südl. der Roringer Warte aber tritt die Landwehr mit drei Wällen in Erscheinung, dort wo die Überwachung der Wegetrasse es erforderlich machte. Das S-Ende biegt, kurz bevor es sich dem Gelände angleicht, nach NO ab. Der N-Ausläufer der Landwehr (Roringen FStNr. 2) ist wenig klar, scheint sich aber ebenfalls allmählich aufzulösen. Gesamtlänge ca. 750 m, in der Gemarkung Göttingen etwa 250 m. Höhenunterschied Wallkrone-Grabensohle max. 1,80 m. Dritte und äußerste Landwehrlinie der Stadt Göttingen, kurz nach 1400 ausgebaut, funktionierte in Zusammenhang mit der Roringer Warte als Wegesperre. Die alte Straße verläuft nördlich der Warte. - Teilstück ID: 37980739 - Teilstück ID: 48899728 | 28970948 | Weitere Bilder |
| 51° 33′ 32″ N, 10° 1′ 5″ O  | Göttingen 53, Grabhügel      | Durchmesser ca. 10,5 m und Höhe ca. 0,6 m. Fast rund, stark abgeflacht. Viele Steinbrocken. Gestörte Oberfläche in der Südhälfte; flache Mulden. | 28981711 | BW             |
| 51° 33′ 31″ N, 10° 1′ 3″ O  | Göttingen 54, Grabhügel      | Durchmesser ca. 11 m und Höhe ca. 0,6 m. Fast rund mit schwacher Wölbung, ungleichmäßig auslaufender Rand. Viele Steinbrocken festgestellt. Flache Mulden. | 28981803 | BW             |
| 51° 33′ 30″ N, 10° 1′ 5″ O  | Göttingen 55, Grabhügel      | Durchmesser ca. 14 m und Höhe ca. 0,7 m. Rund, schwach gewölbt, flach auslaufender Rand, abgeflachte Kuppe. Viele Steinbrocken. Ein Waldpfad verläuft über den Hügel in NW-SO-Richtung. | 28981804 | BW             |
| 51° 33′ 34″ N, 10° 1′ 13″ O | Göttingen 56, Grabhügel      | Durchmesser ca. 9 m und Höhe ca. 0,7 m. Fast rund, unregelmäßig gewölbt, der Rand läuft unregelmäßig aus. Wenige Steinbrocken. Gestörte Oberfläche. Im Westen grenzt der Hügel an einen Waldweg. | 28948926 | BW             |
| 51° 33′ 26″ N, 10° 1′ 10″ O | Göttingen 57, Grabhügel      | Durchmesser ca. 6 m und Höhe ca. 0,5 m. Fast rund, stark gewölbte Oberfläche, ungleichmäßig auslaufender Rand. Viele Steinbrocken. Nicht gestört. | 28981805 | BW             |
| 51° 33′ 23″ N, 10° 1′ 24″ O | Göttingen 61, Grabhügel      | Durchmesser ca. 13 m und Höhe ca. 1 m. Rund, im Südbereich ebenmäßig gewölbt, nördlicher Abschnitt flach auslaufend. Aus Kalkbruchstein. Mehrere Mulden in der nördlichen Oberfläche. Gestörter Gesamteindruck. | 28981808 | BW             |
| 51° 32′ 44″ N, 9° 57′ 59″ O | Göttingen 62, Hainbergswarte | Warte, deren unterer Teil als aufgehendes Mauerwerk noch vorhanden ist. Auf einem Podest mit Rundgraben und konzentrischem Wall. Dm. ca. 36 m. Völlig restaurierte Anlage. Wall und Graben an der W-Seite durch Erdbrücke, der heutige Zugang, unterbrochen. Warteturm, zu dem eine steinerne Treppe hochführt, in der Mitte von einer alten Linde bewachsen. Die Nachsuche nach evtl. Landwehrresten bei der Warte war erfolglos. Warte muss vor 1387, dem Jahr der ersten Zerstörung, errichtet worden sein. Teil der ältesten Landwehrlinie der Stadt Göttingen. | 28981807 | BW             |
| 51° 32′ 5″ N, 9° 56′ 27″ O  | Göttingen 66, Stadtwall      | Wurde zwischen 1362 und 1547 errichtet und umschließt die Altstadt. Er ist unterschiedlich breit und hoch und streckenweise vermauert. Ursprünglich besaß die Stadtbefestigung auch einen außenliegenden Graben. Der Stadtwall ist weitgehend erhalten, obwohl vielfach Unterbrechungen vorliegen und der Wall stellenweise stark abgetragen wurde. - Teilstück ID: 38021619 | 28992556 | BW             |

## Hetjershausen
| Lage                        | Bezeichnung                 | Beschreibung | ID       | Bild |
| --------------------------- | --------------------------- | --- | -------- | ---- |
| 51° 30′ 57″ N, 9° 49′ 43″ O | Hetjershausen 11, Grabhügel | Größe ca. 7,5 × 3,5 m und Höhe ca. 0,5 m. Ovale (gestörte) Form mit deutlich abgesetzten Randbereichen und leichter Wölbung sowie abgeflachtem Gipfel. Gleichmäßige Kalkbruchsteinoberfläche. Gestörter Eindruck durch Steinanhäufung im südwestlichen Randbereich. | 28981815 | BW   |
| 51° 31′ 59″ N, 9° 48′ 56″ O | Hetjershausen 20, Grabhügel | Durchmesser ca. 12 m und Höhe ca. 0,5 m. Rund, regelmäßig gewölbt. Randbereiche deutlich abgesetzt. Gipfel leicht abgeflacht. Baumaterial Lößlehm, mit einigen Kalkbruchsteinen. Bis auf leichte Fahrspuren im südlichen Bereich ungestört.                         | 28981927 | BW   |
| 51° 32′ 5″ N, 9° 48′ 57″ O  | Hetjershausen 21, Grabhügel | Größe ca. 13 × 10 m und Höhe ca. 0,8 m. Oval mit starker, gleichmäßiger Wölbung. Randbereiche flach auslaufend. Leicht abgeflachter Gipfel. Baumaterial Lößlehm, mit Kalkbruchstein durchsetzt. Augenscheinlich ungestört.                                          | 28981929 | BW   |

### Hetjershausen 12
- ID:28991192
- Zwölf runde, flach bis stark gewölbte Hügel, deren Baumaterial vorwiegend aus Lößlehm und Kalkstein zu bestehen scheint. Der Löß- bzw. Steinanteil schwankt; es treten auch reine Steinhügel auf. Insgesamt geringfügig gestört. Nach Krüger und Kühne 15 bzw. 16 Hügel, bei Fahlbusch werden nur 8 genannt. Eventuell bronzezeitlich. Noch nicht untersucht.

| Lage                        | Bezeichnung      | Beschreibung | ID       | Bild |
| --------------------------- | ---------------- | --- | -------- | ---- |
| 51° 31′ 38″ N, 9° 48′ 47″ O | Hetjershausen 12 | Durchmesser ca. 6 m und Höhe ca. 0,2 m. Rund. Gleichmäßige, flache Wölbung. Randbereiche flach auslaufend. Abgeflachter Gipfel. Kalkbruchsteinpackung aus Lößlehmhügel herausragend. Im östlichen Bereich Bodenvertiefung durch mögliche Baumentwurzelung (Windfall).                                                                 | 28981809 | BW   |
| 51° 31′ 40″ N, 9° 48′ 48″ O | Hetjershausen 13 | Durchmesser ca. 9 m und Höhe ca. 0,7 m. Rund. Gleichmäßige starke Wölbung. Randbereiche deutlich abgesetzt. Leicht abgeflachter Gipfel. Gleichmäßige kopfsteingroße Kalksteinpackung durch Verschiebung im Gipfelbereich leicht gestört.                                                                                              | 28981806 | BW   |
| 51° 31′ 41″ N, 9° 48′ 45″ O | Hetjershausen 14 | Durchmesser ca. 9 m und Höhe ca. 0,7 m. Rund, stark gewölbt. Randbereiche deutlich abgesetzt. Gipfel leicht abgeflacht. Gleichmäßige bis kopfsteingroße Kalksteinpackung. Kaum Lehmbeimischung sichtbar. Keine Störung sichtbar. | 28981812 | BW   |
| 51° 31′ 42″ N, 9° 48′ 47″ O | Hetjershausen 15 | Durchmesser ca. 7 m und Höhe ca. 0,3 m. Rund, flach gewölbt. Randbereiche flach auslaufend. Gipfelbereich stark abgeflacht. Kalksteinpackung aus Lößlehm herausragend. Keine Störung sichtbar. | 28981813 | BW   |
| 51° 31′ 44″ N, 9° 48′ 49″ O | Hetjershausen 16 | Durchmesser ca. 7 m und Höhe ca. 0,5 m. Rund, deutlich gewölbt. Randbereiche deutlich abgesetzt. Gipfel leicht abgeflacht. Gleichmäßige kopfsteingroße Kalksteinpackung aus dem Lößlehmhügel herausragend. Keine Störung sichtbar. | 28981814 | BW   |
| 51° 31′ 44″ N, 9° 48′ 44″ O | Hetjershausen 17 | Durchmesser ca. 7 m und Höhe ca. 0,7 m. Rund, flach aber regelmäßig gewölbt. Randbereiche flach auslaufend. Gipfel stark abgeflacht. Bis kopfgroße Kalkbruchsteinpackung. Unregelmäßige, gestörte Oberfläche durch Kalksteinverlagerung. In den Randbereichen herumliegende Kalksteinbrocken.                                         | 28981831 | BW   |
| 51° 31′ 45″ N, 9° 48′ 43″ O | Hetjershausen 18 | Durchmesser ca. 12 m und Höhe ca. 1,2 m. Rund, hoch gewölbt. Randbereiche deutlich abgesetzt. Gipfelbereich abgeflacht. Gleichmäßige bis über kopfsteingroße Kalksteinpackung; kein Lößlehm als Baumaterial sichtbar. Südöstlicher Randbereich durch Waldweg angeschnitten. Flache Einbuchtung und Steinverlagerung im Gipfelbereich. | 28981926 | BW   |
| 51° 31′ 48″ N, 9° 48′ 46″ O | Hetjershausen 19 | Durchmesser ca. 7 m und Höhe ca. 0,4 m. Rund, flach. Randbereiche stark auslaufend. Lose kopfsteingroße Kalkbruchsteinpackung zwischen Lößlehm sichtbar. Östlich am Fuß von einem Waldweg angeschnitten, sonst ungestört. Im nördlichen Randbereich herumliegende Kalkbruchsteine.                                                    | 28981832 | BW   |
| 51° 31′ 32″ N, 9° 48′ 46″ O | Hetjershausen 23 | Durchmesser ca. 9 m und Höhe ca. 0,6 m. Rund, gleichmäßig gewölbt aus Lößlehm mit herausragenden Kalkbruchsteinen bis Kopfgröße. Randbereiche auslaufend. Gipfel leicht abgeflacht und leicht gestört. | 28981930 | BW   |

## Knutbühren
| Lage                        | Bezeichnung               | Beschreibung | ID       | Bild |
| --------------------------- | ------------------------- | --- | -------- | ---- |
| 51° 32′ 40″ N, 9° 49′ 17″ O | Knutbühren 30, Grabhügel  | Größe ca. 9 × 6 m und Höhe ca. 0,6 m. Oval. Aus kopfgroßen und kleineren Kalkbruchsteinen aufgeworfen. Ziemlich stark und gleichmäßig gewölbt; abgesetzte Randbereiche, mit kleiner Unterbrechung übergehend. Außer Gipfelmulde keine Störungen sichtbar. | 28981943 | BW   |
| 51° 32′ 41″ N, 9° 49′ 17″ O | Knutbühren 31, Grabhügel  | Größe ca. 6 × 5 m und Höhe ca. 0,5 m. Ovale. Faust- bis kopfgroße Kalkbruchsteinpackung sichtbar. Flach aber sehr gleichmäßig gewölbt, auslaufende aber gut bestimmbare Randbereiche. Keine Störungen sichtbar.                                           | 28981944 | BW   |
| 51° 32′ 25″ N, 9° 49′ 11″ O | Knutbühren 36, Thie       | Rechteckiger Tieplatz (25 × 35 m) in erhöhter Lage, nach Norden flach auslaufend. | 28981948 | BW   |
| 51° 32′ 54″ N, 9° 48′ 23″ O | Knutbühren 101, Grabhügel | Durchmesser ca. 7 – 8 m und Höhe ca. 0,6 m. Rundoval. Deutlich gewölbt. Aufgebaut aus kopfgroßen Kalksteinen. | 28949190 | BW   |
| 51° 32′ 53″ N, 9° 48′ 23″ O | Knutbühren 102, Grabhügel | Durchmesser ca. 7 m und Höhe ca. 1,1 m. Rund. Rand gut abgesetzt. Aufgebaut aus vorwiegend kopfgroßen Kalksteinen. | 28949191 | BW   |
| 51° 32′ 53″ N, 9° 48′ 23″ O | Knutbühren 103, Grabhügel | Durchmesser ca. 7 m und Höhe ca. 0,6 m. Rund. Aufgebaut aus vorwiegend kopfgroßen Kalksteinen. | 28949192 | BW   |
| 51° 32′ 52″ N, 9° 48′ 25″ O | Knutbühren 104, Grabhügel | Durchmesser ca. 8 m und Höhe ca. 0,3 m. Rund, flach gewölbt. Aufgebaut aus vorwiegend kopfgroßen Kalksteinen. | 28949193 | BW   |
| 51° 32′ 53″ N, 9° 48′ 26″ O | Knutbühren 105, Grabhügel | Durchmesser ca. 7 m und Höhe ca. 0,5 m. Rund. An Wegseite gestört. Aufgebaut aus vorwiegend kopfgroßen Kalksteinen. | 28949290 | BW   |
| 51° 32′ 47″ N, 9° 48′ 27″ O | Knutbühren 106, Grabhügel | Durchmesser ca. 6 – 7 m und Höhe ca. 0,4 – 0,5 m. Rund. Deutlich gewölbt. Aufgebaut aus vorwiegend überkopfgroßen Kalksteinen. | 28949291 | BW   |
| 51° 32′ 59″ N, 9° 48′ 42″ O | Knutbühren 107, Grabhügel | Durchmesser ca. 6 m und Höhe ca. 0,3 m. Rund, flach gewölbt. Aufgebaut aus überwiegend kopfgroßen Kalksteinen. | 28949292 | BW   |
| 51° 32′ 59″ N, 9° 48′ 43″ O | Knutbühren 108, Grabhügel | Durchmesser ca. 6 m und Höhe ca. 0,3 m. Rund, flach gewölbt. Aufgebaut aus überwiegend kopfgroßen Kalksteinen. | 28949293 | BW   |

### Knutbühren 20
- ID:28981941
- Gruppe von sieben annähernd runden Hügeln, offenbar vorwiegend aus Steinen aufgebaut, obwohl die kleineren Exemplare teilweise sicherlich auch aus Erde aufgeworfen wurden. Unterschiedlich deutlich gewölbt und unterschiedliche Größen. Sichtbare Störungen beschränken sich auf die Gipfelbereiche einiger Hügel und ein Loch am Fuß.

| Lage                        | Bezeichnung   | Beschreibung | ID       | Bild |
| --------------------------- | ------------- | --- | -------- | ---- |
| 51° 32′ 28″ N, 9° 48′ 32″ O | Knutbühren 20 | Durchmesser ca. 8 m und Höhe ca. 0,55 m. Rund, flach gewölbt mit flachem Gipfel. Randbereiche sanft auslaufend, im südlichen Bereich deutlich abgesetzt. Viele Kalksteine mit unterschiedlichen Größen sichtbar.                                                                                                | 28981933 | BW   |
| 51° 32′ 28″ N, 9° 48′ 32″ O | Knutbühren 21 | Durchmesser ca. 9 m und Höhe ca. 0,55 m. Rund, flach gewölbt mit leicht gewölbtem Gipfel, Randbereiche auslaufend. Einige Kalksteine sichtbar. Fahrspuren im südlichen Randbereich. Einkuhlung am nördlichen Rand. Gipfel leicht gestört.                                                                       | 28981935 | BW   |
| 51° 32′ 28″ N, 9° 48′ 30″ O | Knutbühren 22 | Durchmesser ca. 7 m und Höhe ca. 0,4 m. Annähernd rund, flach gewölbt mit flachem Gipfe. Randbereiche stark auslaufend. Hebt sich im Norden kaum ab. Einige Kalksteine freiliegend. Einkuhlung am Gipfel. Leichte Fahrspuren im südöstlichen Bereich.                                                           | 28981936 | BW   |
| 51° 32′ 28″ N, 9° 48′ 30″ O | Knutbühren 23 | Durchmesser ca. 12 m und Höhe ca. 0,8 m. Rund, hoch gewölbt mit besonders im nördlichen Bereich abgeflachtem Gipfel. Randbereiche abgesetzt. Anscheinend aus faust- bis kopfgroßen Kalksteinen aufgebaut. Im nordwestlichen Randbereich Störung durch Kuhlung. Dort auch größere, plattige Kalksteine sichtbar. | 28981937 | BW   |
| 51° 32′ 29″ N, 9° 48′ 28″ O | Knutbühren 24 | Durchmesser ca. 7,5 m und Höhe ca. 0,3 m. Sehr flach gewölbt mit flachem Gipfelbereich. Randbereich im Süden leicht abgesetzt, sonst sehr flach auslaufend. Mehrere Kalksteine unterschiedlicher Größe. | 28981938 | BW   |
| 51° 32′ 28″ N, 9° 48′ 27″ O | Knutbühren 25 | Größe ca. 7,5 × 6 m und Höhe ca. 0,4 m. Oval, sehr flach gewölbt. Randbereiche sanft auslaufend. Im Süden deutlich erkennbarer Fuß. Im nördlichen Bereich unklar. Kalksteine unterschiedlicher Größe. Flache Delle im südwestlichen Fußbereich.                                                                 | 28981939 | BW   |
| 51° 32′ 30″ N, 9° 48′ 30″ O | Knutbühren 26 | Durchmesser ca. 7,5 m und Höhe ca. 0,35 m. Rund, flach gewölbt mit leicht gewölbtem Gipfel, Randbereiche auslaufend. | 28981940 | BW   |

### Knutbühren 33
- ID:28991193
- Sechs runde, flach bis stark gewölbte Kalksteinhügel, deren Baumaterial zumindest teilweise auch aus Lößlehm zu bestehen scheint. Geringfügig gestört.

| Lage                       | Bezeichnung      | Beschreibung | ID       | Bild |
| -------------------------- | ---------------- | --- | -------- | ---- |
| 51° 32′ 6″ N, 9° 49′ 30″ O | Hetjershausen 28 | Durchmesser ca. 12 m und Höhe ca. 0,8 m. Rund, gleichmäßig gewölbt. Randbereiche flach auslaufend. Leicht abgeflachter Gipfel. Blockpackung aus Kalkbruchstein. Augenscheinlich ungestört.                                                            | 28981932 | BW   |
| 51° 32′ 5″ N, 9° 49′ 24″ O | Knutbühren 33    | Durchmesser ca. 8 m und Höhe ca. 0,6 m. Fast rund. Mäßig stark gewölbt, Randbereich im N deutlich abgesetzt, im S flach auslaufend, Kuppe leicht gewölbt. Blockpackung aus Kalkbruchstein.                                                            | 28981946 | BW   |
| 51° 32′ 6″ N, 9° 49′ 21″ O | Knutbühren 35    | Durchmesser ca. 13 m und Höhe ca. 0,9 m. Rund. Gleichmäßige hohe Wölbung. Randbereiche deutlich abgesetzt. Gipfelbereich tellerartig abgeflacht. Blockpackung aus Kalkbruchstein mit geringem Lößlehmanteil. Längliche flache Mulde im Gipfelbereich. | 28981947 | BW   |
| 51° 32′ 5″ N, 9° 49′ 18″ O | Knutbühren 37    | Durchmesser ca. 8 m und Höhe ca. 0,2 m. Rund, sehr flach. Gipfel stark abgeflacht. Randbereiche flach auslaufend. Einige Kalkbruchsteine. Kaum eingedrückte Wegespur über Hügelmitte in N-S Richtung. Augenscheinlich ungestört.                      | 28981949 | BW   |
| 51° 32′ 5″ N, 9° 49′ 18″ O | Knutbühren 38    | Durchmesser ca. 8 m und Höhe ca. 0,2 m. Rund, sehr flach. Stark abgeflachter Gipfel. Rand, dem Gelände entsprechend, unterschiedlich flach auslaufend. Einige Kalkbruchsteine. Augenscheinlich ungestört.                                             | 28981950 | BW   |

## Nikolausberg
| Lage                        | Bezeichnung               | Beschreibung | ID       | Bild           |
| --------------------------- | ------------------------- | --- | -------- | -------------- |
| 51° 34′ 46″ N, 9° 59′ 49″ O | Nikolausberg 3, Rießwarte | Warteturm, unterer Teil vorhanden als aufgehendes Mauerwerk. Trapezförmige Befestigung, bestehend aus Mauer mit äußerem Graben, auf deren Innenfläche Bebauungsspuren festgestellt wurden (Ausgrabungsbefund). Außerdem auf der Innenfläche die Warte. Befestigungsreste sind stellenweise mit Schuttschichten überlagert. Ausdehnung ca. 40 × 35 m. NO der Befestigungsmauer im Gelände deutlich erkennbar zwei Grabenabschnitte mit beidseitigem Auswurf. Wurden rechtwinklig zum NO-SW verlaufenden Weg angelegt. Gesamte Grabenlänge 130 m, Gesamtbreite 13 m. Erhaltungszustand insgesamt gut. Die SW des Grabens gelegenen Wallabschnitte (zur Warte hin) sind größtenteils durch Ausbau eines SO-NW verlaufenden Feldweges eingeebnet. Im östlichen Abschnitt des Grabens Abraum aus der Ausgrabung. Die Befestigungsmauer ist als leichte Erhebung im Gelände erkennbar. | 28981953 | Weitere Bilder |

## Roringen
| Lage                        | Bezeichnung          | Beschreibung | ID       | Bild |
| --------------------------- | -------------------- | --- | -------- | ---- |
| 51° 33′ 56″ N, 10° 1′ 14″ O | Roringen 2, Landwehr | Nach einer Unterbrechung im Ackerbereich als ganz niedriger Wall mit flachem Graben anfangend, nach ca. 100 m nach NO um den Hangfuß hin abbiegend und sich in dessen Verlauf dem Waldboden angleichend, zeigt sich dann in einer Senke über ca. 70 m noch als Doppelwall mit Graben, um schließlich hangaufwärts als winkliger Entwässerungsgraben (?) hochzuziehen. Im Acker eingeebnet; im Wald von einem Waldweg durchschnitten. Der verbleibende Rest, ebenso wie der Wald unmittelbarer Umgebung, macht einen ungestörten Eindruck. Dritte und äußerste Landwehrlinie der Stadt Göttingen, kurz nach 1440 gebaut. - Teilstück ID: 37980825 | 28948919 | BW   |